# Forn de calç del Monàs
El Forn de calç del Monàs és una obra d'Olivella (Garraf) inclosa a l'Inventari del Patrimoni Arquitectònic de Catalunya.

## Descripció

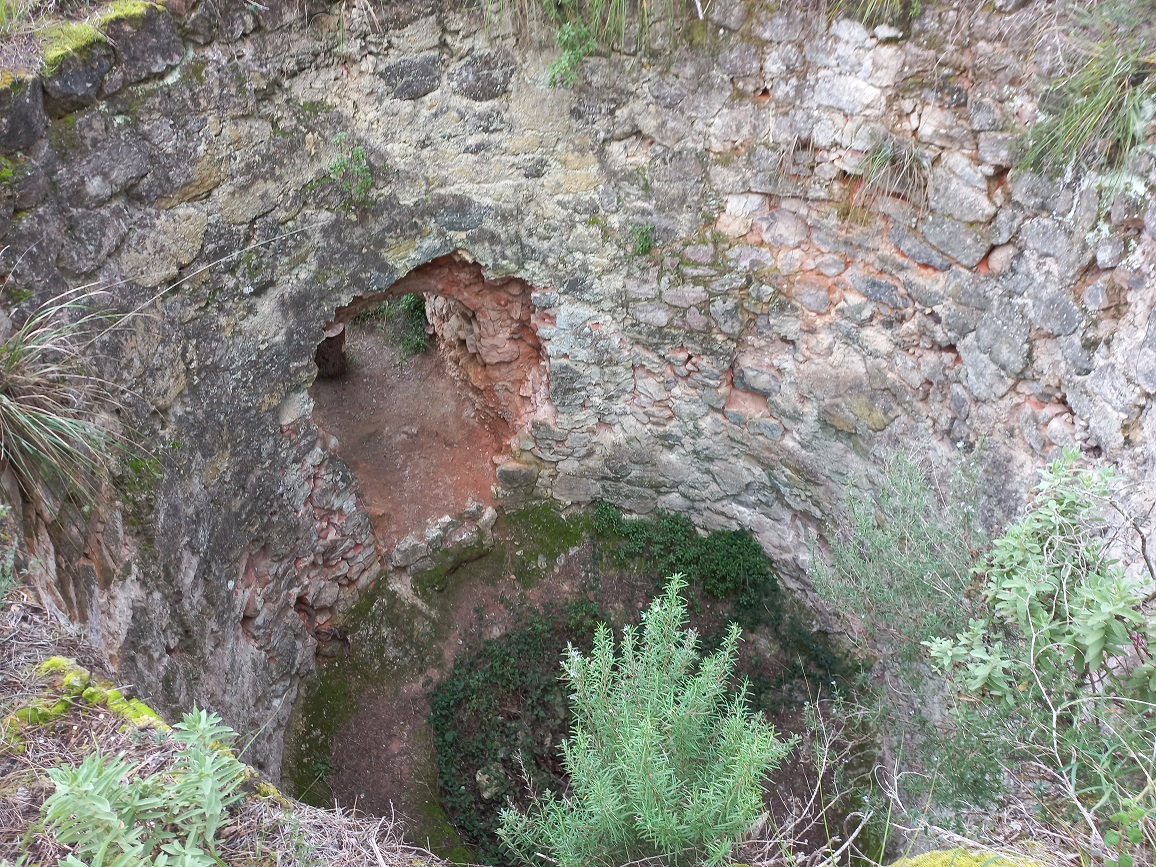
Interior del forn de calç del Monàs

Seguint el Camí Antic d'Olivella cap a la Crivellera, en paral·lel al camí es troba el Coster de la Bóta, al voltant del qual situem el forn, a les faldes del Puig del Monars.
Estructura arquitectònica alçada amb murs de maçoneria. Es conserva l'obertura de la boca, prolongada en la superfície, amb volta de canó bastida amb maons i morter.
Parcialment coberta per la vegetació circumdant, però en prou bon estat de conservació en comparació amb els altres forns del terme municipal d'Olivella.

## Història
Intervingut per l'Ajuntament d'Olivella com a complement de l'arranjament del camí de Can Turiols.
Construït per Ramon Vidal de Ca la Laieta Vella.